# Tuckahoe (Nova Jersey)
Tuckahoe és una àrea no incorporada a Upper Township, al Comtat de Cape May, Nova Jersey, Estats Units d'Amèrica. La denominació prové del tuckahoe, l'escleroci de Wolfiporia extensa una espècies del fong que creix en abundància en aquestes terres, l'arrel del qual era aprofitat pels membres de la tribu lenapes, que l'empraven a manera de farina. El pont que comunica el nucli amb els seus veïns del nord, Corbin City, es va construir el 1920 i va ser remodelat el 1962. Ací s'ubica la seu dels ferrocarrils de la Cape May Seashore Lines.